# Quế Thọ
Quế Thọ là một xã thuộc huyện Hiệp Đức, tỉnh Quảng Nam, Việt Nam.
Xã Quế Thọ có diện tích 45,03 km², dân số năm 2019 là 7.380 người, mật độ dân số đạt 164 người/km².